# Spektr
Spektr (rusky Спектр, index GRAU 11F77O, typové označení 77KSO, výrobní číslo 173-01) byl modul Miru sloužící pro pozorování Země, zvláště pak přírodních zdrojů a atmosféry. Modul byl vynesen nosnou raketou Proton-K na oběžnou dráhu 20. května 1995, spojil se se stanicí 1. června 1995. Byl vybaven ruskými i americkými přístroji. V době startu měl hmotnost 23 500 kg, z čehož samotný modul bez zásob a pohonných hmot vážil 19 640 kg. Obsahoval zařízení pro atmosférický výzkum, technologické experimenty, přístroje pro sledování atmosféry Země a rentgenového a gama záření.
Dne 25. června 1997 do něho narazila loď Progress M-34, která způsobila rozsáhlé škody, modul byl dehermetizován a vyřazen z činnosti. V srpnu 1997 se kosmonautům podařilo částečně obnovit dodávku elektrické energie ze solárních panelů Spektru na stanici, modul samotný se znovu osídlit nikdy nepodařilo.

## Historie
Modul Spektr byl zpočátku rozpracován jako vojensko-civilní modul. Konstrukčně byl odvozen od kosmické lodi TKS, přičemž hlavní změnou bylo nahrazení přistávacího modulu přístrojovým úsekem osazeným komplexem Oktava, objednaným ministerstvem obrany. Oktava zahrnovala soustavu optických a rádiových senzorů Lira (Лира) identifikující balistické střely nebo družice, radarový systém Buton (Бутон) určený ke sledování cílů zjištěných Lirou, optický teleskop Pion-K (Пион-К) k odlišení klamných cílů a trojici mechanismů vystřelujících malé terče sloužící ke kalibraci zařízení. K vypouštění větších cílů byla určena malá přechodová komora.
Dále bylo v modulu instalováno několik přístrojů určených k sledování atmosféry a povrchu Země a kosmického záření (Balkan-1, Faza, Fenix, Astra, Grif-1 a Taurus).
Po vypuštění modulu Kristall v květnu 1990 práce na Spektru začaly nabírat skluz, jak Akademii věd, tak ministerstvu obrany se nedostávalo financí na úhradu objednaných přístrojů. Roku 1991 se plánovalo vypuštění modulu o rok později, předpokládal se měsíční samostatný let, poté připojení k Miru a důkladné prověření systému. Po rozpadu Sovětského svazu koncem roku 1991 bylo prakticky přerušeno financování vojenských kosmických aktivit, třebaže některé aparatury (Lira) dodavatelé dokončili na své vlastní náklady, ministerstvo program zrušilo a vyrobený modul neosazený přístroji zůstal v továrně.
V červenci 1993 se Američané s Rusy dohodli na postavení společné Mezinárodní vesmírné stanice a v první fázi spolupráce na společném využívání existující stanice Mir. Americké finanční podpora vdechla modulu Spektr nový život, byl vybaven novou civilní aparaturou (zčásti americkou) a dvěma dalšími solárními panely. Přechodová komora, původně určená pro vypouštění cílů pro Oktavu byla upravena pro vynášení experimentů do otevřeného vesmíru. Po obvyklých průtazích (včetně tříměsíčního zdržení amerického vybavení na celnici) byl v květnu 1995 modul připraven ke startu.
Modul vynesla raketa Proton-K z kosmodromu Bajkonur 20. května 1995 v 3:33:22 UT, 1. června 1995 se spojil s Mirem.

## Vybavení
Vybavení modulu bylo určeno pro dálkový průzkum Země, a to jak atmosféry, tak geofyzikálních procesů. Přechodová komora byla upravena pro experimenty sledující vliv kosmického záření na aparaturu. Modul také obsahoval americké přístroje pro materiálové experimenty a biologické pokusy. Navíc ve Spektru bydleli američtí členové posádky Miru.
Spektr byl osazen čtyřmi slunečními panely s plochou 130 m² (54 m² dva původní a 76 m² dva dodatečné panely) s výkonem 16,2 kW.
Pro astrofyzikální pozorování byl určen detektor mezihvězdného plynu Komza (КОМЗА), aparatura Rjabina-4P (Рябина-4П) pro registraci neutronů, rentgenové přístroje Grif-1 (Гриф-1) a Taurus (Таурус). Ke geofyzikálnímu výzkumu sloužil injektor částic IPI-2000. K pozorování Země byl určen infračervený spektrometr Miras (МИРАС), lidar Balkan-1, absorpci slunečního záření v atmosféře ve výškách 20–70 km měřil radiometr Feniks (Феникс) a fotografie pořizovali kosmonauti aparaturou Priroda-5. Pro technické pokusy sloužily přístroje Astra-2 (Астра 2), manipulátor Pelikan (Пеликан), ultrafialový spektroradiometr Briz (ВРИЗ), binokulární radiometr 286K.

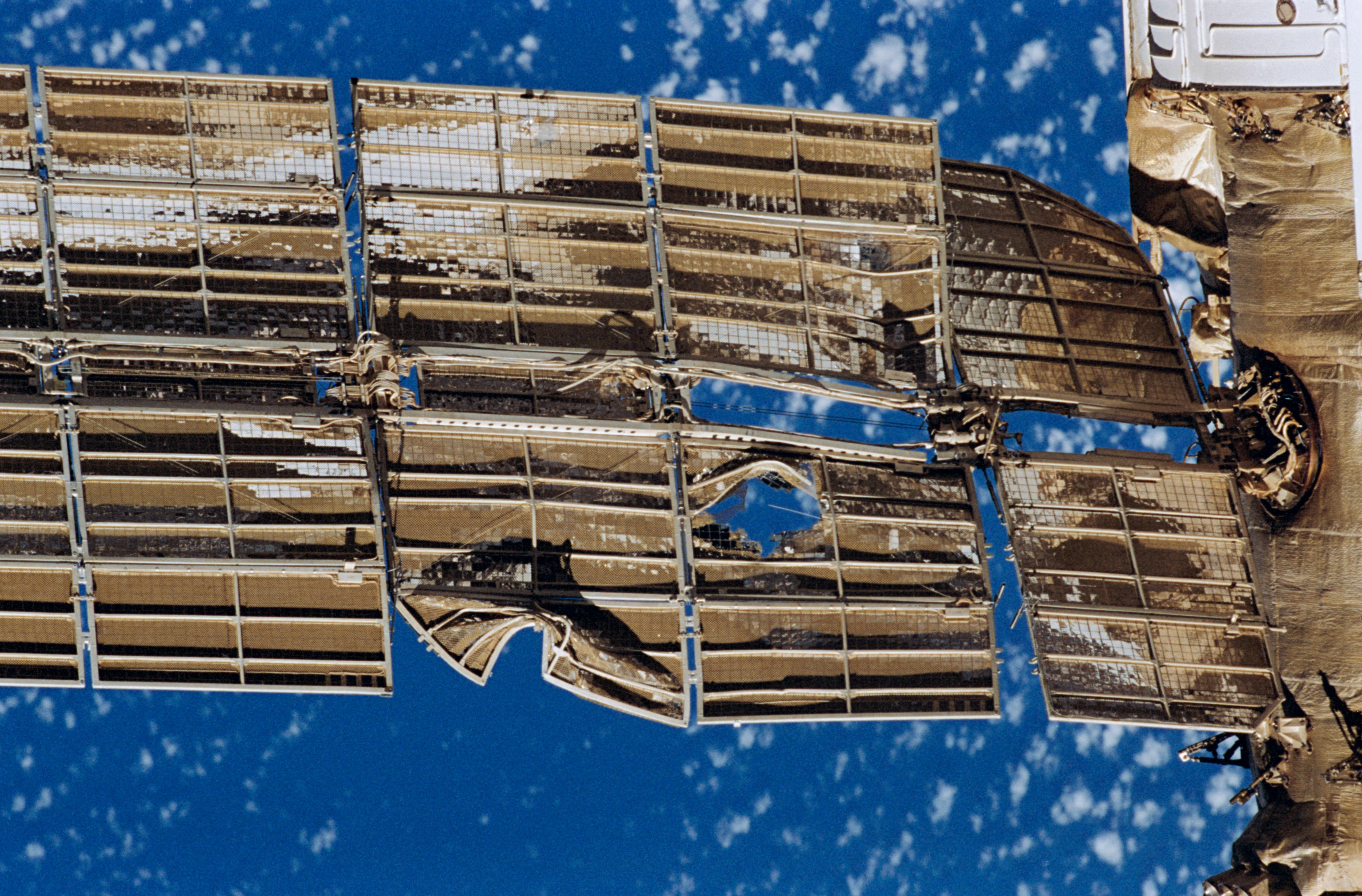
Solární baterie poškozená srážkou

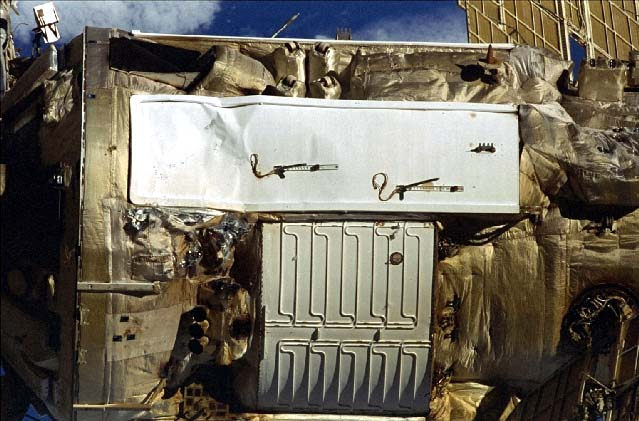
Poškozený radiátor a vnější obšívka

## Srážka
Dne 25. června 1997 nákladní loď Progress M-34 při zkoušce nového navigačního systému narazila do Spektru. Nejdříve do jeho solárních panelů, pak i do vlastního tělesa modulu v jehož plášti prorazila třícentimetrovou díru, jíž z modulu postupně unikl vzduch. Posádka Vasilij Ciblijev, Alexander Lazutkin a Michael Foale uzavřela přechod do modulu, přičemž musela odpojit kabely zajišťující přívod elektřiny z panelů Spektru do zbytku stanice (kabely totiž vedly vnitřkem průlezu). Mir tím přišel o cca 40 % elektřiny, což těžce postihlo provoz stanice. Foalemu navíc zůstaly v modulu všechny osobní věci, ztraceno bylo i vědecké vybavení modulu.
Kvůli dalším problémům se stanicí a srdeční arytmií Ciblijeva byl opravářský výstup do modulu odložen až na další expedici. Zkušení Anatolij Solovjov a Pavel Vinogradov 22. srpna 1997 při výstupu do dehermetizovaného modulu propojili spojovací kabely a částečně tak obnovili dodávku elektrické energie od solárních panelů modulu. Při dalším výstupu 5. září 1997 kosmonauti nastavili panely do optimální polohy a vyčistili motorky udržující orientaci panelů na Slunce, najít trhlinu se jim nepodařilo. Utěsnit modul se do konce letu Miru nepodařilo, Spektr zůstal do konce letu Miru neobyvatelný.